# Roberto Castelli
Roberto Castelli (Lecco, 12 luglio 1946) è un politico e ingegnere italiano.
Storico dirigente della Lega Nord, in rappresentanza della stessa è stato ministro della giustizia nei governi Berlusconi II e III oltreché viceministro delle infrastrutture e dei trasporti nel governo Berlusconi IV.

## Biografia
Nato a Lecco, dove frequenta il liceo classico "Alessandro Manzoni", nella stessa classe del futuro Presidente della Regione Lombardia Roberto Formigoni, nel 1971 si laurea in ingegneria meccanica presso il Politecnico di Milano.
Ha lavorato per trent'anni nel campo dell'acustica applicata, dapprima come direttore tecnico della Lafranconi di Mandello del Lario (LC), e poi come libero professionista e imprenditore nei sistemi di controllo del rumore, nella sicurezza in fabbrica e nella consulenza e rilascio di certificazioni e omologazioni CE. È stato, inoltre, consulente tecnico d'ufficio (CTU) presso il Tribunale di Lecco.
Le sue attività di ricerca e sviluppo tecnologico lo portano a partecipare al primo progetto sui trasporti organizzato dal CNR. Prende parte ai lavori per il varo dei regolamenti CEE e, come consulente tecnico della Commissione europea, alla valutazione di progetti d'innovazione tecnologica in ambito ambientale.
È autore di alcune pubblicazioni e corsi di formazione per ingegneri ed è stato consulente tecnico della rivista Motociclismo.

## Attività politica
A metà degli anni '80 comincia la sua attività politica, aderendo nel 1986 alla Lega Lombarda di Umberto Bossi, della quale nel marzo del 1987 diviene socio militante.
Nel movimento politico di Bossi ha ricoperto la carica di presidente della sezione provinciale di Como, quindi proboviro della Lega Lombarda nazionale e primo segretario della sede provinciale di Lecco nel 1994. Nelle amministrazioni locali è stato primo degli eletti e capogruppo della Lega nel Consiglio provinciale di Como (1990) e in comune a Lecco (1997).
Dal 2010 insieme al senatore Piergiorgio Stiffoni fa parte del comitato amministrativo di tesoreria come segretario amministrativo del partito Lega Nord che affianca il tesoriere Francesco Belsito. Dopo una indagine di tre procure che indaga Belsito per presunti fondi neri elargiti dal partito per pagare le spese della famiglia del leader Umberto Bossi, dimessosi da Segretario Federale, nell'aprile del 2012 il Consiglio Federale decide di sostituire l'intero comitato di tesoreria. I due senatori saranno sostituiti dai deputati Silvana Comaroli, segretario amministrativo del gruppo della Lega Nord alla Camera dei deputati da fine 2011, e Roberto Simonetti, Presidente della Provincia di Biella. Nuovo tesoriere è l'ex Presidente federale della Lega Nord Stefano Stefani.

### Parlamentare alla Camera e al Senato
Nel 1992 viene eletto per la prima volta, col sistema proporzionale, alla Camera dei deputati. Nel 1994 è rieletto deputato nel collegio uninominale di Lecco. Nel 1996 torna in Parlamento come senatore, eletto nel collegio a cavallo fra le province di Lecco e Bergamo; da allora ha ripetuto in più occasioni di avere l'onore di essere il "Senatore di Pontida" (località in provincia di Bergamo presso la quale si tengono i raduni annuali del suo partito). Dopo essere stato vicepresidente del gruppo parlamentare della Lega Nord alla Camera, dal 1999 al 2001 è presidente dello stesso gruppo al Senato.
Nel 2000 è tra i promotori della coalizione della Casa delle Libertà, fondata su un accordo tra la Lega e gli altri partiti del centrodestra.
Il 13 gennaio 2002 viene eletto come nuovo presidente della Lega Lombarda, subentrando a Stefano Galli (presidente dal 1999 al 2002).

### Ministro della Giustizia
Dal 2001 al 2006 è Ministro della giustizia nel secondo, e poi nel terzo governo Berlusconi dopo essere stato rieletto per la quarta volta in Parlamento in occasione delle elezioni politiche del 2001.
Il 29 luglio 2003 il Senato della Repubblica respinge (con 121 sì e 166 no) una mozione di sfiducia presentata dal centrosinistra contro Castelli.
Nel 2004 emana la legge 189/2004 sul maltrattamento,abbandono e uccisione di animali.
L'11 gennaio 2005 a Lugano (Canton Ticino), Castelli, Ministro della Giustizia, si presenta ad una manifestazione voluta da Umberto Bossi presso l'ultima dimora del federalista lombardo Carlo Cattaneo. Alla manifestazione prendono parte l'allora ex ministro dell'economia e delle finanze Giulio Tremonti, il ministro Roberto Calderoli, il Ministro del Lavoro e politiche sociali Roberto Maroni e una delegazione della Lega dei Ticinesi (un movimento politico localista ad ispirazione cantonale elvetico) guidata dall'imprenditore luganese Giuliano Bignasca. Bossi parlerà tre volte per un totale di 15 minuti, attaccando «l'Europa dei massoni».
Emana la 38/2006 in cui riforma, inasprendo le pene, il reato di adescamento dei minori (rientrante nell'abuso minorile), specie attraverso internet e i nuovi mezzi di comunicazione a distanza. 

#### L'opposizione al mandato d'arresto europeo
Alla fine del 2001 la Lega, tramite il suo ministro della Giustizia Castelli, è stata in prima fila per impedire all'Unione europea di adottare un mandato di cattura europeo, volto a sostituire nel tempo le estradizioni all'interno della UE. Parlando da Radio Padania Libera l'8 dicembre 2001 Castelli spiegherà che «tra i trentadue reati proposti c'è quello di razzismo e xenofobia: chi decide a livello europeo chi è razzista e chi no? Chi garantisce, ad esempio, i cittadini che scenderanno in piazza domani?». E il giorno dopo la manifestazione leghista No immigrati, sanatoria, terrorismo a Milano, Castelli avverte i suoi compagni di partito che «se non mi fossi opposto al mandato di cattura europeo, avremmo corso il rischio di avere un vero e proprio reato di opinione su razzismo e xenofobia. Tutti voi avreste rischiato di essere arrestati da un qualsiasi magistrato europeo di sinistra, e vi assicuro che ce ne sono molti, solo perché siete qui a manifestare contro l'immigrazione clandestina». Poche ore dopo il governo italiano ritira ogni pretesa, con grande disappunto della Lega. La decisione quadro in Italia è stata attuata con la legge 22 aprile 2005 n. 69.

#### Opposizione alle norme UE contro razzismo e xenofobia
Il 25 aprile 2002 Castelli dichiara la sua contrarietà alla dichiarazione approvata all'unanimità dal Consiglio dei ministri dell'Unione Europea contro il razzismo e la xenofobia. Castelli contesta che quella dichiarazione ponga anche la necessità di «armonizzare le legislazioni nazionali contro il razzismo e la xenofobia» sulla base della proposta quadro presentata dalla Commissione il 29 novembre 2001 ove «per "razzismo e xenofobia" si intende il convincimento che la razza, il colore, la discendenza, la religione o i convincimenti, l'origine nazionale ed etnica siano fattori determinanti per nutrire avversione nei confronti di singoli individui o di gruppi». Così, secondo il ministro leghista, si «rischia di sconfinare in una limitazione della libertà di pensiero. Per esempio, il reato fa riferimento anche al convincimento che un individuo si ritenga superiore a un altro. Io mi chiedo: come può un magistrato entrare nel convincimento personale di un individuo? Il punto è che stiamo viaggiando su una linea di confine molto delicata: un conto è essere razzista, e noi condanniamo il razzismo e la xenofobia, un conto è esprimere liberamente le proprie opinioni e fare lotta politica». Ma per la Commissione europea «il convincimento in sé non è considerato reato: sono solo le azioni criminose motivate da questo convincimento che vengono punite, e per le quali la motivazione razzista è considerata un'aggravante».
Sempre in nome della "libertà di opinione", nel marzo 2003 Castelli porrà il veto dell'Italia al Consiglio dei ministri della Giustizia della UE sull'approvazione della decisione-quadro sul razzismo e la xenofobia.
Ancora il 2 giugno 2005 Castelli torna a porre il veto motivandolo stavolta con il «rinvio a giudizio di Oriana Fallaci per xenofobia» avvenuto una settimana prima, e perché «il Parlamento italiano intende riprendere in mano i reati d'opinione». Come in effetti accadrà con la promulgazione della legge 24 febbraio 2006, n. 85 che ha alleggerito notevolmente anche le pene contro l'odio razziale o etnico. L'UE arriverà a un accordo su razzismo e xenofobia solo nel novembre 2008.

#### Riforma Castelli dell'ordinamento giudiziario
Nel 2005 viene approvata la riforma dell'ordinamento giudiziario che porta il suo nome. La riforma è una legge delega, e in quanto tale impegna il governo ad assumere decreti legislativi atti ad attuare le direttive del testo approvato in Parlamento.
I contenuti principali della riforma riguardano: la separazione delle funzioni, la selezione e la formazione dei magistrati, le procedure di progressione di carriera, le procedure disciplinari, l'organizzazione delle procure, il decentramento funzionale.
La riforma Castelli è stata poi superata dai ddl Mastella del 2006-2007.

#### Conflitto d'attribuzione sulla grazia a Bompressi
Nel 2006, in rapporto al caso nato successivamente al rifiuto di Castelli di controfirmare la grazia per Ovidio Bompressi, con conseguente conflitto di attribuzione dei poteri con il Presidente della Repubblica Carlo Azeglio Ciampi, la Corte Costituzionale sentenzia, in tema di grazia che il Guardasigilli non può rifiutare la controfirma sui provvedimenti di grazia decisi dal Capo dello Stato (sentenza n. 200/2006).

### Senatore
Alle elezioni del 2006 viene rieletto senatore per le liste della "Lega Nord Padania - Movimento per l'Autonomia" nella regione Lombardia ed è presidente del gruppo parlamentare del suo partito e membro della Commissione Giustizia.
Il 14 gennaio 2007, in occasione del 7º Congresso nazionale della Lega Lombarda tenutosi a Milano, viene confermato alla presidenza del movimento.
Nell'ottobre del 2007, la Lega Nord ha proposto un emendamento alla legge finanziaria per eliminare gli stanziamenti ad hoc per la fondazione EBRI (European Brain Research Institute) fondata dalla senatrice a vita Rita Levi-Montalcini: l'ultima delle sue numerose iniziative scientifiche, un nuovo centro di ricerca sul cervello a Roma in collaborazione con la Fondazione S. Lucia e il CNR. Tale finanziamento fu interpretato dal senatore Massimo Polledri come finalizzato all'ottenimento del voto della Montalcini sulla legge finanziaria; per questo motivo il senatore propose un emendamento al decreto legge collegato alla legge finanziaria 2007 per eliminare gli stanziamenti. Roberto Castelli sottoscrisse l'emendamento dicendo che se la Montalcini avesse voluto allontanare da sé ogni sospetto non avrebbe dovuto "far altro che votare a favore dell'emendamento, che fa rinunciare a questa sorta di emolumento che viene dato per il voto della senatrice Levi Montalcini". Fu poi proposto dai sostenitori dell'emendamento di destinare tale finanziamento all'ospedale San Raffaele, definito "polo di eccellenza" nella ricerca neurologica. L'emendamento della Lega Nord è stato in seguito respinto a larghissima maggioranza con 75 si, 173 no 57 astenuti.

### Viceministro delle infrastrutture e dei trasporti
Alle elezioni politiche del 2008 Castelli viene rieletto senatore per le liste della "Lega Nord Padania Bossi" nella regione Lombardia e grazie all'importante successo ottenuto dal suo partito (oltre l'8% di consensi a livello nazionale) torna a far parte della squadra di governo del quarto governo Berlusconi con l'incarico di sottosegretario per il Ministero delle Infrastrutture e dei Trasporti con delega alle infrastrutture; dal 21 maggio 2009 viene nominato viceministro dello stesso dicastero.

#### Proposta di inserimento della croce nella bandiera italiana
A seguito del referendum svizzero sulla costruzione di minareti, Castelli ha dichiarato come «ancora una volta dagli svizzeri ci viene una lezione di civiltà. Il messaggio, che arriva soprattutto a noi che viviamo vicini a questa terra, è forte. Occorre un segnale forte per battere l'ideologia massonica e filoislamica che purtroppo attraversa anche le forze alleate della Lega». «Credo che la Lega Nord possa e debba nel prossimo disegno di legge di riforma costituzionale chiedere l'inserimento della croce nella bandiera italiana».
La proposta è stata liquidata dal ministro della difesa Ignazio La Russa come «battuta propagandistica», mentre il ministro degli affari esteri Franco Frattini, più possibilista, l'ha definita «suggestiva».

### Candidatura a sindaco di Lecco
In occasione delle elezioni amministrative del 2010 Castelli viene candidato a sindaco del capoluogo manzoniano per la coalizione formata dalla "Lega Nord - Lega Lombarda - Bossi" e del "Popolo della Libertà per Lecco" ma risulta sconfitto da Virginio Brivio candidato della coalizione di centrosinistra (PD, FdS-SEL, IdV e liste civiche), che diventa sindaco con il 50,2% (13.690 voti) contro il 44,2% (12.049 voti). A tal proposito bisogna segnalare la presenza di oltre 600 voti al PdL nella parte proporzionale, con indicazione disgiunta al candidato sindaco del PD Brivio. Nel settembre del 2013 si dimette dalla carica di Consigliere Comunale di Lecco e annuncia il suo "addio alla politica attiva".

### Gli ultimi anni
Il 4 dicembre 2011 è nominato dal presidente Roberto Calderoli vicepresidente del Parlamento del Nord.

Logo del Partito Popolare del Nord

Il 18 settembre 2023, da tempo con posizioni differenti rispetto a quelle del segretario federale Matteo Salvini, lascia la Lega, poiché non si riconosce più nel partito. Castelli, fondatore e presidente dell'associazione Autonomia e Libertà, due mesi più tardi fonda un nuovo partito, il Partito Popolare del Nord per la difesa dei diritti locali e la promozione di un'autonomia di governo territoriale, uno dei punti storici della Lega di Umberto Bossi.
Il 7 marzo 2024, nel corso di una conferenza stampa a Montecitorio, Castelli, in vista delle elezioni europee di giugno, ha ufficializzato l’alleanza con Sud chiama Nord del sindaco di Taormina Cateno De Luca sotto il simbolo di Libertà  salvo poi annullare l’accordo a fine mese davanti alla possibilità che Italexit possa intentare azioni legali vista la presenza nella stessa lista dell’omonimo Movimento per l’Italexit. Il nuovo partito si presenta per la prima volta alle elezioni regionali in Liguria di ottobre con la propria candidata Maria Antonietta Cella, ex sindaca di Santo Stefano d'Aveto, la quale però si ferma allo 0,35%; Castelli è candidato in prima persona su Genova e La Spezia raccogliendo però solo 34 preferenze. Nell'ottobre dello stesso anno Castelli e gli ex leghisti Roberto Bernardelli e Paolo Grimoldi danno vita al Patto per il Nord, una nuova realtà federalista.

## Procedimenti giudiziari
Castelli è stato indagato dal Tribunale di Roma per abuso d'ufficio per alcune consulenze affidate alla società Global Brain, durante il suo mandato come Ministro della giustizia nel periodo del secondo governo Berlusconi. Il 20 dicembre 2007 il Senato ha negato l'autorizzazione a procedere in giudizio in base all'art. 96 della Costituzione; per le stesse accuse anche il Tribunale dei ministri ha chiesto di procedere contro Castelli, e di nuovo è stata negata l'autorizzazione. Per gli stessi fatti la Corte dei Conti, con l'ordinanza n. 502/2009, ha condannato Castelli al rimborso di 100.000 euro a titolo di risarcimento erariale, con l'esclusione del dolo, dichiarando la consulenza «irrazionale e illegittima». In appello, con sentenza n. 384/2012, la Corte dei Conti ha stabilito in via definitiva che il procedimento sopra citato è nullo; pertanto Castelli è stato completamente prosciolto da ogni addebito.
Marco Travaglio sostiene in un suo libro che sarebbero stati contestati a Castelli altri danni per un ammontare di 400.000 euro circa.

### Querela di Diliberto
Il 18 marzo 2004, durante la trasmissione televisiva TeleCamere, il segretario del Partito dei Comunisti Italiani Oliviero Diliberto ha querelato Castelli che, accusato di essere sceso in piazza il giorno prima a gridare «chi non salta italiano è!», aveva replicato: «piuttosto che mandare in giro a sprangare come fai tu, preferisco saltare».
Il 22 luglio 2009 la Giunta per le Autorizzazioni del Senato ha deciso la non giudicabilità del Senatore Castelli in sede di giustizia ordinaria perché il fatto contestato deve intendersi come reato ministeriale in quanto Castelli lo ha commesso nel perseguimento «di un preminente interesse pubblico». L'opposizione ha attaccato la maggioranza accusando la Giunta di essersi di fatto sostituita alla magistratura e la stampa ha coniato il termine "salva-Castelli".